# Andreas Thieme
Andreas Thieme (* 4. Januar 1956 in Zwickau) ist ein deutscher Maler und Grafiker.

## Leben und Werk
Thieme absolvierte in Zwickau die Erweiterte Oberschule und studierte nach dem Wehrdienst bei der NVA von 1976 bis 1978 Pädagogik an der Karl-Marx-Universität Leipzig und von 1978 bis 1983 Malerei und Grafik bei Gerhard Kettner und Günter Tiedeken an der Hochschule für Bildende Künste Dresden (HfBK).1983 war er Assistent für künstlerische Praxis im Bereich Kunsterziehung der Pädagogischen Hochschule Dresden, von 1985 bis 1988 Meisterschüler Kettners an der HfBK. 1988 studiert er kurze Zeit an der Akademie der bildenden Künste Wien. Seit 1988 arbeitet er in Dresden als freischaffender Künstler. Er war bis 1990 Mitglied des Verbands Bildender Künstler der DDR.
Bis 2010 malte Thieme realistische Bilder. Dann begann er nach eigener Wertung eine völlig neue Schaffensperiode, die von einem abstrakten Surrealismus geprägt ist.
Thieme hatte eine große Zahl von Einzelausstellungen und Ausstellungsbeteiligungen, u. a. 1987/88 an der X. Kunstausstellung der DDR in Dresden.

## Rezeption
„Er ist ein Kolorist par excellance, ein wahrhafter Maler, allerdings ohne spektakuläre Programmatik.“

## Museen und öffentliche Sammlungen mit Werken Thiemes (unvollständig)
- Berlin: Neue Nationalgalerie[1]
- Dresden: Kupferstichkabinett[2]
- Dresden: Kunstfonds des Freistaats Sachsen[2]
- Meiningen: Meininger Museen
- Neubrandenburg: Kunstsammlung Neubrandenburg
- St. Petersburg: Eremitage

## Weitere Werkbeispiele
- Mein Hof mit Kaktus und Kirche (1986, Öl, 120 × 65,5 cm; Kunstsammlung Neubrandenburg, Inv. 2000/3/G)
- Fischhändler (1996, Öl, 140 × 105; Kunstsammlung Neubrandenburg, Inv. 90/2/G)